# Глюкозный сироп
Глюкозный сироп — это сладкий раствор, получаемый из крахмала (чаще всего кукурузного, картофельного или пшеничного) путём его гидролиза, то есть расщепления крахмала с помощью воды и кислот или ферментов. Основной компонент глюкозного сиропа — глюкоза, моносахарид, который является основным источником энергии для организма.
Глюкозный сироп широко используется в пищевой промышленности как подсластитель, стабилизатор, увлажнитель и консервант. Он находит применение в производстве кондитерских изделий, напитков, джемов, желе, а также в фармацевтике и косметике.
Глюкозный сироп может иметь различные степени вязкости и концентрации в зависимости от метода производства и требований к конечному продукту. В зависимости от содержания глюкозы и других сахаров, глюкозный сироп делится на несколько типов: сироп с низким содержанием глюкозы (например, кукурузный сироп с высоким содержанием фруктозы) и сироп с высоким содержанием глюкозы.
Кроме того, глюкозный сироп может быть частью смеси с другими подсластителями, такими как фруктоза, что делает его полезным в производстве безалкогольных напитков и продуктов с пониженным содержанием сахара.

## Производство
Процесс получения глюкозного сиропа начинается с крахмала, который подвергается гидролизу с использованием кислот или ферментов, таких как амилолитические ферменты. Это разлагает крахмал на более простые сахара, включая глюкозу, мальтозу и другие углеводы. Крахмал может быть получен из различных источников, таких как кукуруза, картофель, пшеница, рис или ячмень. После гидролиза сироп очищается и концентрируется до требуемой вязкости и концентрации сахаров.

## Виды глюкозного сиропа
Существует несколько типов глюкозного сиропа в зависимости от концентрации глюкозы и других компонентов:
1. Кукурузный сироп — наиболее распространённый тип, получаемый из кукурузного крахмала. В зависимости от соотношения глюкозы и фруктозы в сиропе, его можно классифицировать как сироп с высоким содержанием глюкозы (ГСГ) или сироп с высоким содержанием фруктозы (ГСФ).
2. Кукурузный сироп с высоким содержанием фруктозы (HFCS) — сироп, в котором часть глюкозы преобразована в фруктозу. Используется в производстве сладких напитков и кондитерских изделий, так как фруктоза имеет более высокую сладость, чем глюкоза.
3. Мальтодекстрин — продукт, получаемый из крахмала, с низким содержанием сахара и используемый как добавка, стабилизатор или сгущающий агент.

## Применение
Глюкозный сироп широко используется в пищевой промышленности:
- Кондитерские изделия: для увеличения срока хранения, улучшения текстуры и сохранения влажности. Глюкозный сироп помогает избежать кристаллизации сахара в карамели и других сладких продуктах.
- Напитки: часто используется в безалкогольных напитках, особенно в газированных и сладких напитках, благодаря своей дешёвизне и эффективности в качестве подсластителя.
- Желатиновые изделия: глюкозный сироп помогает улучшить текстуру мармеладов и желе, придавая им желаемую консистенцию.
- Молочные продукты: сироп может быть использован в производстве мороженого и йогуртов для улучшения вкуса и текстуры, а также для предотвращения образования кристаллов льда.
- Печенье и хлебобулочные изделия: используется для создания мягкой текстуры и продления свежести.

Кроме того, глюкозный сироп может быть добавлен в различные фармацевтические препараты как носитель активных веществ, а также в косметике — для увлажнения и улучшения консистенции кремов и мазей.

## Пищевые и физиологические свойства
Глюкозный сироп не имеет выраженного вкуса и аромата, что делает его универсальным ингредиентом в продуктах, где важен не только вкус, но и текстура. Он быстро усваивается в организме, повышая уровень сахара в крови, что делает его полезным для спортсменов и людей с высокими физическими нагрузками. Однако избыточное потребление глюкозного сиропа, особенно с высоким содержанием фруктозы, может способствовать увеличению массы тела и нарушению обмена веществ, в частности развитию ожирения и метаболического синдрома.

## Экологический аспект
Производство глюкозного сиропа из кукурузного крахмала, особенно в странах с интенсивным сельским хозяйством, таких как США, может оказывать влияние на окружающую среду, включая использование земельных ресурсов и большое потребление воды. В последние годы наблюдается рост интереса к альтернативам, таким как сиропы, получаемые из органических или экологически чистых источников.

## Критика
Глюкозный сироп с высоким содержанием фруктозы (HFCS), в частности, подвергался критике за его возможное влияние на здоровье. Продукты, содержащие этот сироп, часто ассоциируются с повышением риска ожирения, диабета 2 типа и сердечно-сосудистых заболеваний. В некоторых странах, таких как Европа, использование HFCS в пищевых продуктах ограничено из-за опасений относительно его потенциальной вредности.